# 22-й армійський корпус (РФ)
22-й армійський корпус — об'єднання в складі Берегових військ ВМФ Росії Чорноморського флоту. Корпус є частиною російських окупаційних військ у Криму. Управління корпусу розташоване у Сімферополі. Завданням корпусу є вирішення всього спектру завдань берегової оборони, а також проведення, за підтримки флоту, морських десантів.

## Історія

### Передумови
У лютому 2014 року Російська Федерація почала військову операцію проти України з окупації Автономної Республіки Крим. 18 березня 2014 року Росія анексувала Крим.

### Створення
Про створення корпусу неофіційно повідомлялося у грудні 2016 року. Офіційне повідомлення про 22-й армійський корпус з'явилося 10 лютого 2017 року. За словами міністра оборони РФ Сергія Шойгу, формування 22-го армійського корпусу стало «частиною загальної практики формування армійських корпусів у берегових військах ВМФ РФ в метою підвищення ефективності управління». Проте за даними російських журналістів, навчання на початку 2017 року проводилися з особливою увагою до «місць можливої висадки десанту умовного супротивника». Мету створення корпусу пояснювали існуванням у радянські роки в Криму 32-го армійського корпусу. За оцінками журналістів, у разі «масштабної агресії» з боку України чи з моря, сил 22-го корпусу буде замало для її відбиття. З цих причин на полігоні Опук відпрацьовувалися завдання зі швидкого перекидання на півострів додаткових військ і озброєнь з інших регіонів РФ. Тому 20 березня 2017 року в Криму розпочалися перші в історії Збройних сил РФ крупномасштабні навчання Повітрянодесантних військ за участю Повітряно-космічних сил і Чорноморського флоту. За даними Міноборони РФ, для участі в них з 13 по 19 березня з пунктів постійної дислокації до Криму були перекинуті близько 2,5 тис. десантників і понад 600 одиниць військової техніки трьох з'єднань ПДВ, одночасно піднятих за тривогою і приведених в повну бойову готовність. Цими з'єднаннями були 7-ма десантно-штурмова дивізія (Новоросійськ), 56-та десантно-штурмова бригада (Камишин) і 11-та десантно-штурмова бригада (Улан-Уде).

### Російсько-українська війна
Корпус брав участь у вторгненні в Україну у 2022 році. У ніч на 14 квітня 2022 року склади боєприпасів корпусу було знищено у Чорнобаївці.

## Склад
- 126-та окрема Горлівська Червонопрапорна, ордена Суворова бригада берегової оборони, в/ч 12676 (с. Перевальне)[7]
- 127-ма окрема розвідувальна бригада, в/ч 67606 (м. Севастополь)[1]
- 8-й окремий артилерійський полк берегової оборони[5][8], в/ч 87714 (м. Красноперекопськ[9])
- 1096-й окремий зенітний ракетний полк, в/ч 83576 (м. Севастополь)[9]
- 4-й окремий полк РХБ захисту[10], в/ч 86862 (м. Севастополь)

## Командири
- генерал-лейтенант Колотовкін Андрій Володимирович (лютий 2017 — грудень 2018)
- генерал-лейтенант Касторнов Костянтин Георгійович (грудень 2018 — листопад 2020)[11]
- генерал-майор Лямін Денис Ігорович (листопад 2020— листопад 2021)
- генерал-майор Марзоєв Аркадій Васильович (з 1 листопада 2021 року)[12]

## Полігони
Навчання підрозділів корпусу проходять на полігонах Опук поруч з мисом Опук та Ангарським біля села Зарічне.